# Кубок націй ОФК 2016
Кубок націй ОФК 2016 — десятий розіграш Кубка націй ОФК. Турніру було розіграно в столиці Папуа-Нової Гвінеї місті Порт-Морсбі з 28 травня по 11 червня 2016 року. 
Чемпіонське звання захищала збірна Таїті, але не зуміла подолати груповий етап. Переможцем турніру стала збірна Нової Зеландії, яка обіграла в фіналі господарів турніру і отримала право виступити на Кубок Конфедерацій 2017 року від Океанії.  
Груповий етап турніру також виконував функцію кваліфікаційного турніру до чемпіонату світу 2018 року. В результаті шість найкращих команд (в тому числі і переможець турніру) продовжили боротьбу за вихід на чемпіонат світу з футболу 2018 року.

## Відбірковий турнір
4 найслабших (за рейтингом ФІФА) збірних визначили в відбірковому турнірі володаря останньої путівки у фінальну стадію. Матчі пройшли в одне коло з 31 серпня по 4 вересня 2015 року в столиці держави Тонга місті Нукуалофа. Переможець, збірна Самоа, приєдналась до інших семи команд з найвищим рейтингом, які кваліфікувались на Кубок націй автоматично. Ці вісім команд були розділені на дві групи по чотири збірних.
| Поз | Команда            | І | В | Н | П | ГЗ | ГП | РГ | О | Кваліфікація            |
| --- | ------------------ | - | - | - | - | -- | -- | -- | - | ----------------------- |
| 1   | Самоа              | 3 | 2 | 0 | 1 | 6  | 3  | +3 | 6 | Вихід у фінальну стадію |
| 2   | Американське Самоа | 3 | 2 | 0 | 1 | 6  | 4  | +2 | 6 |                         |
| 3   | Острови Кука       | 3 | 2 | 0 | 1 | 4  | 2  | +2 | 6 |                         |
| 4   | Тонга (H)          | 3 | 0 | 0 | 3 | 1  | 8  | −7 | 0 |                         |

## Фінальна частина
У фінальному турнірі взяли участь 8 команд: 7 найкращих за рейтингом і переможець відбіркового турніру. Жеребкування відбулося 25 липня 2015 в Санкт-Петербурзі одночасно з жеребкуванням інших континентальних відбіркових турнірів до Чемпіонату світу.
Перед жеребкуванням збірні були розділені на сіяні (Кошик 1) та несіяні (Кошик 2) і за його результатами 8 команд були розбиті на 2 групи по 4 команди, в кожній з яких проводився одноколовий турнір. Дві найкращі команди з кожної групи виходили до півфіналу. У разі рівності очок у групі між двома або кількома командами місця розподіляються за різницею забитих і пропущених м'ячів.
| Кошик 1                                                                                   | Кошик 2                                                                                             |
| ----------------------------------------------------------------------------------------- | --------------------------------------------------------------------------------------------------- |
| 1. Нова Зеландія (136) 2. Нова Каледонія (167) 3. Таїті (188) 4. Соломонові Острови (191) | 1. Вануату (197) 2. Фіджі (199) 3. Папуа Нова Гвінея (202) 4. Самоа (198) (переможець кваліфікації) |

### Груповий етап
Усюди вказано місцевий час, UTC+10.

#### Група А
| Поз | Команда               | І | В | Н | П | ГЗ | ГП | РГ  | О | Кваліфікація    |  |   |     |     |     |
| --- | --------------------- | - | - | - | - | -- | -- | --- | - | --------------- |  | - | --- | --- | --- |
| 1   | Папуа Нова Гвінея (H) | 3 | 1 | 2 | 0 | 11 | 3  | +8  | 5 | Вихід в плей-оф |  | — | 1–1 | 2–2 | 8–0 |
| 2   | Нова Каледонія        | 3 | 1 | 2 | 0 | 9  | 2  | +7  | 5 | Вихід в плей-оф |  | — | —   | —   | 7–0 |
| 3   | Таїті                 | 3 | 1 | 2 | 0 | 7  | 3  | +4  | 5 |                 |  | — | 1–1 | —   | 4–0 |
| 4   | Самоа                 | 3 | 0 | 0 | 3 | 0  | 19 | −19 | 0 |                 |  | — | —   | —   | —   |

#### Група B
| Поз | Команда            | І | В | Н | П | ГЗ | ГП | РГ | О | Кваліфікація    |  |     |     |     |     |
| --- | ------------------ | - | - | - | - | -- | -- | -- | - | --------------- |  | --- | --- | --- | --- |
| 1   | Нова Зеландія      | 3 | 3 | 0 | 0 | 9  | 1  | +8 | 9 | Вихід в плей-оф |  | —   | 1–0 | 3–1 | —   |
| 2   | Соломонові Острови | 3 | 1 | 0 | 2 | 1  | 2  | −1 | 3 | Вихід в плей-оф |  | —   | —   | 0–1 | —   |
| 3   | Фіджі              | 3 | 1 | 0 | 2 | 4  | 6  | −2 | 3 |                 |  | —   | —   | —   | 2–3 |
| 4   | Вануату            | 3 | 1 | 0 | 2 | 3  | 8  | −5 | 3 |                 |  | 0–5 | 0–1 | —   | —   |

#### Плей-оф
|  | Півфінали              | Півфінали         |                         |       | Фінал | Фінал |
|  |                        |                   |                         |       |       |       |
|  | 8 червня – Порт-Морсбі |                   |                         |       |       |       |
|  |                        |                   |                         |       |       |       |
|  | Нова Зеландія          | 1                 |                         |       |       |       |
|  | Нова Зеландія          | 1                 | 11 червня – Порт-Морсбі |       |       |       |
|  | Нова Каледонія         | 0                 |                         |       |       |       |
|  | Нова Каледонія         | 0                 | Нова Зеландія пен.      | 0 (4) |       |       |
|  | 8 червня – Порт-Морсбі |                   | Нова Зеландія пен.      | 0 (4) |       |       |
|  |                        | Папуа Нова Гвінея | 0 (2)                   |       |       |       |
|  | Папуа Нова Гвінея      | Папуа Нова Гвінея | 0 (2)                   | 2     |       |       |
|  | Папуа Нова Гвінея      |                   |                         | 2     |       |       |
|  | Соломонові Острови     | 1                 |                         |       |       |       |
|  | Соломонові Острови     | 1                 |                         |       |       |       |

## Найкращі бомбардири
5 голів
- Реймонд Гунемба

4 голи
- Кріс Вуд
- Теаоньї Тео

3 голи
- Рой Крішна
- Найджел Дабиньянба
- Майкл Фостер

2 голи
- Рой Каяра
- Рорі Фаллон
- Альвен Тео

1 гол
- Самуела Каутога
- Жоріс Сексом
- Бріс Дахіт
- Бертран Каї
- Кевін Неміа
- Жан-Філіпп Саїко
- Жан-Бріс Вадріако
- Сезар Зеула
- Люк Адамс
- Коста Барбарусес
- Майкл Макглінкі
- Фемістокліс Цимопулос
- Томмі Семмі
- Коріаг Упаїга
- Джеррі Донга
- Джадд Молеа
- Стіві Шон Ю
- Домінік Фред
- Браян Калтак
- Фенеді Масаувакало